# Astragalus chalaranthus
Astragalus chalaranthus är en ärtväxtart som beskrevs av Pierre Edmond Boissier och Heinrich Carl Haussknecht. Astragalus chalaranthus ingår i släktet vedlar, och familjen ärtväxter. Inga underarter finns listade i Catalogue of Life.